# Lake Pleasant
Lake Pleasant är en kommun (town) i Hamilton County i delstaten New York i USA. 
I kommunen ligger en by med samma namn. Den är centralort i Hamilton County.